# 黃慎

和靖愛梅圖

黃慎（1687年—約1772年），初名盛，字恭壽、恭懋，號癭瓢子，東海布衣等，福建寧化人，清代畫家。為揚州八怪之一。代表作品有《商山四皓圖》、《漱石捧硯圖》、《伏生授經圖》、《東坡玩硯圖》、《醉眠圖》等。

## 生平
少年喪父，家貧，事母至孝，學畫為業，人物畫風頗有上官周的影子，後以賣畫為生，作品多取材自歷史人物、神仙佛道、樵夫漁父。三次至揚州賣畫，與鄭燮、李鱓等人有往來，鄭燮贈他詩：“愛看古廟破苔痕，慣寫荒崖亂樹根；畫到情神飄沒處，更無真相有真魂。”

老叟執磬圖
捧梅圖
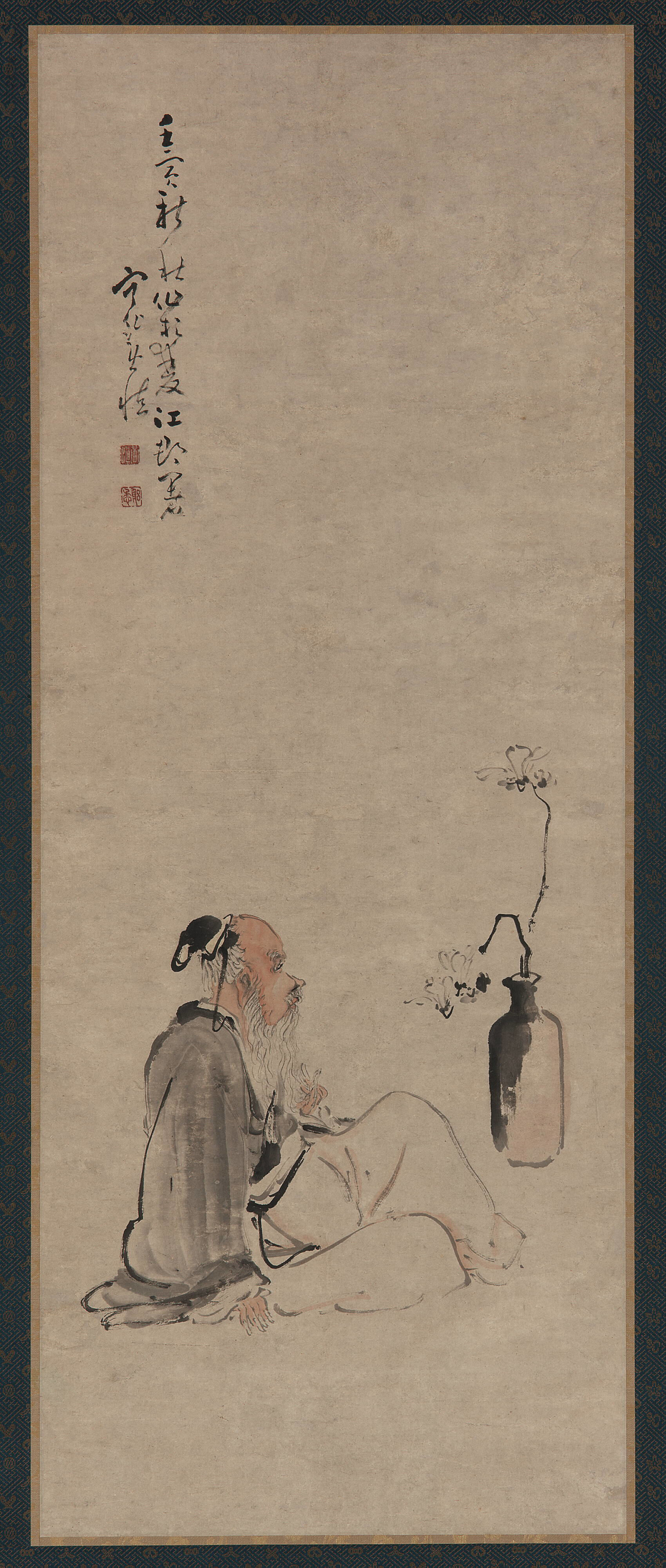
觀花老人圖